# Porto di Rostock
Il porto di Rostock (in sigla UN/LOCODE: DE RSK) è uno dei più importanti del paese sia per trasporto dei passeggeri che per movimento merci, risultando anche uno dei principali porti crocieristici tedeschi.